# Nidularium purpureum
Nidularium purpureum är en gräsväxtart som beskrevs av Johann Georg Beer. Nidularium purpureum ingår i släktet Nidularium och familjen Bromeliaceae. Inga underarter finns listade i Catalogue of Life.